# Чамбал
Чамбал (на английски: Chambal River; на хинди: चम्बल) е река в Централна Индия, десен приток на Ямуна (Джамна), десен приток на Ганг. Дължина 885 km, площ на водосборния басейн 132 508 km². Река Чамбал води началото си от северните склонове в западната част на планината Виндхия (крайна северна периферия на Деканското плато), на 573 m н.в., в югозападната част на щата Мадхия Прадеш. В горното и средното си течение тече в северна посока през западната част на платото Малва, а в долното течение – на североизток, през централната част на Индо-Гангската равнина. Влива се отдясно в река Ямуна (Джамна) (десен приток на Ганг), на 103 m н.в. Основни притоци: леви – Сипра, Медж, Банас; десни – Кали, Синдх, Парбати, Куну. Подхранването ѝ е предимно дъждовно с ясно изразено лятно пълноводие. Среден годишен отток 600 m³/s, максимален до 20 000 m³/s. В горното ѝ течение е изграден голям хидроенергиен комплекс, включващ 3 ВЕЦ-а с обща мощност 275 хил. квт и иригационна система, напояваща 440 хил. ха земеделски земи. Регулирането на оттока на реката до голяма степен е намалило силата на речната ерозия и причиняваните от нея катастрофални наводнения. Плавателна е на отделни участъци за плитко газещи речни съдове. Долината ѝ е гъсто населена, като най-голямото селище по течението ѝ е град Кота..